# Anders Jarl
Anders Torsten Martin Jarl (nascido em 10 de março de 1965) é um ex-ciclista sueco que competia em provas de estrada na categoria amador.

## Seul 1988
Jarl competiu nos Jogos Olímpicos de Verão de 1988 em Seul, onde conquistou a medalha de bronze nos 100 km contrarrelógio por equipes, junto com Jan Karlsson, Michel Lafis e Björn Johansson.